# Lijst van voetbalinterlands Algerije - Zuid-Soedan (vrouwen)
Deze lijst van voetbalinterlands is een overzicht van alle officiële voetbalinterlands tussen de nationale vrouwenteams van Algerije en Zuid-Soedan. De landen hebben tot nu toe twee keer tegen elkaar gespeeld. 

## Wedstrijden
| № | Plaats | Datum            | Competitie                                | Wedstrijd              | Uitslag |
| - | ------ | ---------------- | ----------------------------------------- | ---------------------- | ------- |
| 1 | Juba   | 19 februari 2025 | Afrikaans kampioenschap 2026 kwalificatie | Zuid-Soedan − Algerije | 0 − 5   |
| 2 | Blida  | 25 februari 2025 | Afrikaans kampioenschap 2026 kwalificatie | Algerije − Zuid-Soedan | 3 − 0   |

## Samenvatting
| Competitie                           | Totaal gespeeld | Winst Algerije | Gelijk | Winst Zuid-Soedan | Doelsaldo Algerije – Zuid-Soedan |
| ------------------------------------ | --------------- | -------------- | ------ | ----------------- | -------------------------------- |
| Afrikaans kampioenschap kwalificatie | 2               | 2              | 0      | 0                 | 8 − 0                            |
| Totaal                               | 2               | 2              | 0      | 0                 | 8 − 0                            |

FAF · A-internationals · Algerijns mannenelftal
1998 – 2009 · 2010 – 2019 · 2020 – 2029
Burkina Faso ·
Burundi ·
Congo-Kinshasa ·
Egypte ·
Equatoriaal-Guinea ·
Ethiopië ·
Frankrijk ·
Ghana · 
Ivoorkust ·
Jordanië ·
Kameroen ·
Kenia ·
Libanon ·
Mali ·
Marokko ·
Mauritanië ·
Mozambique ·
Namibië ·
Nigeria ·
Oeganda ·
Palestina ·
Senegal ·
Soedan ·
Tanzania ·
Tsjaad ·
Tunesië ·
Zuid-Afrika ·
Zuid-Soedan